# Uma Garota Chamada Marina
Uma Garota Chamada Marina é um documentário brasileiro sobre a vida e carreira da cantora Marina Lima. Dirigido pelo cineasta Candé Salles, o longa-metragem foi feito em dez anos (de 2009 a 2019) e estreou em outubro de 2019. O filme também retrata o momento de mudança da cantora do Rio de Janeiro para São Paulo. Além de imagens de arquivos audiovisuais, a obra exibe imagens inéditas do acervo privado da artista, registro de ensaios, gravações e shows, entrevistas, principalmente durante a gravação do disco "Clímax".  

## Sinopse
A vida e a obra de Marina Lima – uma mulher à frente do seu tempo e uma artista que, em mais de 40 anos de carreira, canta os anseios de várias gerações – em um documentário realizado a partir de um vasto material que acompanha a trajetória da artista, suas escolhas e mudanças, bastidores de shows, referências, parcerias, processo criativo e detalhes da sua vida.

## Elenco
- Marina Lima
- Antônio Cícero
- Isay Weinfeld
- Fernando Muniz
- Cao Albuquerque
- Vanda Jacintho
- Cris Biatto
- Letrux

## Estreia
O documentário estreou em outubro no Rio de Janeiro dentro do festival CineOut Jazz e, posteriormente, em São Paulo durante o Festival Mix Brasil de Cultura da Diversidade, onde participou da Mostra Competitiva Brasil - Longas. O filme será exibido em algum canal pago, mas ainda não foi divulgado qual e quando. 

## Prêmios e indicações
| Ano  | Prêmio/Festival                               | Categoria                  | Resultado |
| ---- | --------------------------------------------- | -------------------------- | --------- |
| 2019 | Festival Mix Brasil de Cultura da Diversidade | Competitiva Brasil - Longa | Indicado  |